# Окултно у уметности Марине Абрамовић
Окултно у уметности Марине Абрамовић: с кратким уводом у југословенску окултуру 1970-их је стручна монографија аутора Николе Пешића, објављена 2017. године у издању Neopress design & printа из Београда. Монографија је преуређена докторска дисертација одбрањена на Филолошком факултету у Београду 2016. године.

## О аутору
Никола Пешић је рођен у Београду 1973. године. Дипломирао је и магистрирао на Факултету ликовних уметности у Београду. Посдипломске студије је завршио на Државној академији ликовних уметности у Штутгарту, а докторирао на Филолошком факултету у Београду. Живи и ради као самостални уметник у Београду.

## О књизи
Аутор у књизи Окултно у уметности Марине Абрамовић: с кратким уводом у југословенску окултуру 1970-их говори о Марини Абрамовић и езотеризму као недовљно истраженој теми у историји српске културе. Примењује културолошки приступ и анализира опус уметнице, али и српску културну сцену седамдесетих година XX века.
Користећи појам ,,окултура" показује да езотеризам није ограничен на затворене кругове и сматра да је он постао део популарне културе. Долази до закључка да је српска неоавангардна и контракултурна сцена инспирацију црпла и из езотеричних извора. Проучавајучи рад Марине Абрамовић сматра да се она од уметничке сцене у новије време померила ка њу ејџ-у и ономе што се зове ,,алтернативна духовност". Аутор даље прати утицаје који иду у оба смера: од окултуре ка уметници и од ње ка сцени на чије обликовање утиче.